# Trigonoderus longipilis
Trigonoderus longipilis är en stekelart som beskrevs av Yang 1996. Trigonoderus longipilis ingår i släktet Trigonoderus och familjen puppglanssteklar. Inga underarter finns listade i Catalogue of Life.